# Muzio Tommasini

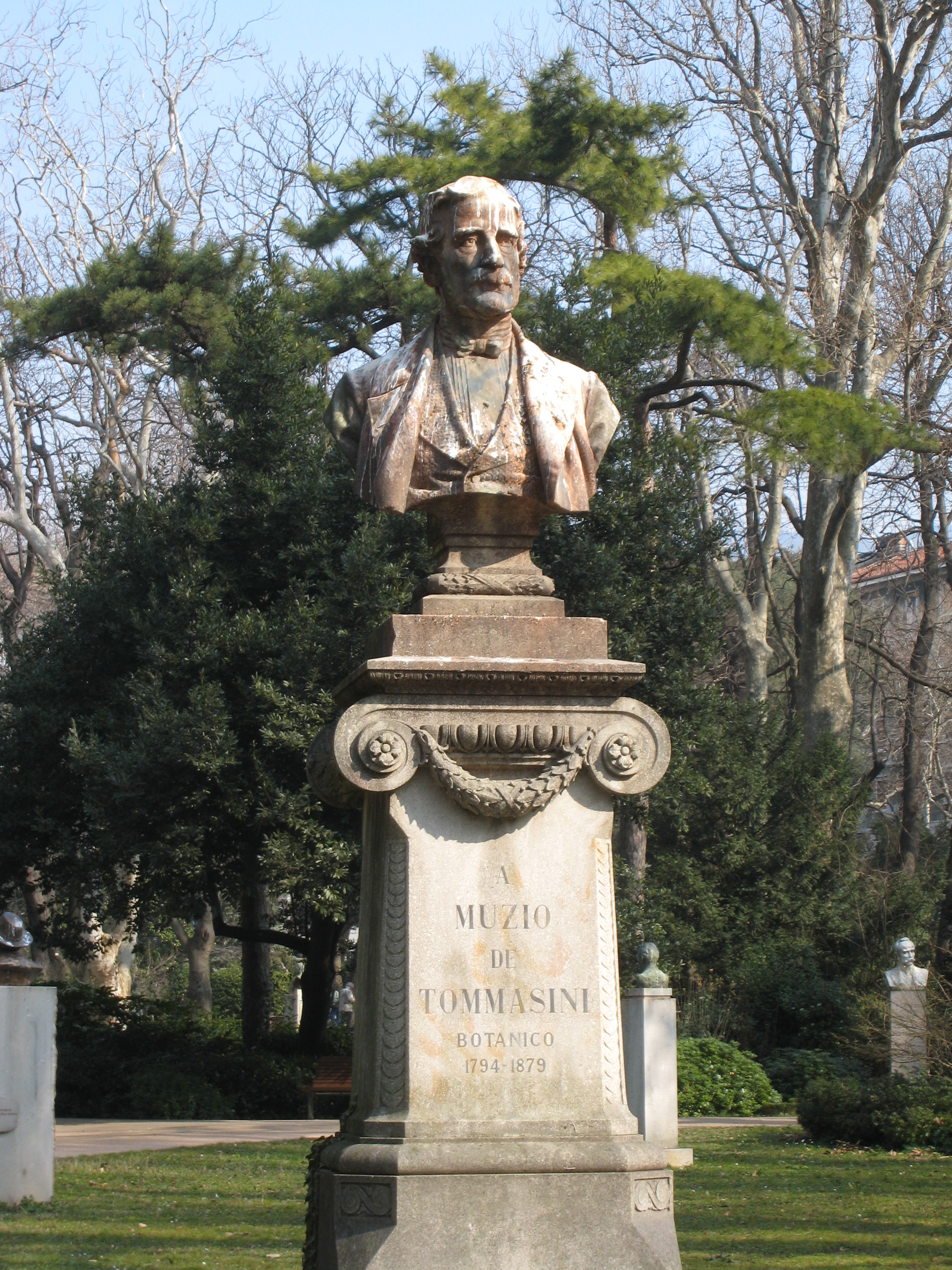
Il busto di Muzio de' Tommasini nel Giardino Pubblico a lui intitolato, a Trieste

Muzio Giuseppe Spirito de' Tommasini, più noto come Muzio Tommasini, ma anche, nella variante tedesca, come Mutius Ritter von Tommasini (Trieste, 4 giugno 1794 – Trieste, 31 dicembre 1879), è stato un botanico e politico italiano.

## Biografia
Nato da genitori toscani trapiantati a Trieste, studiò giurisprudenza, decidendo successivamente di accostare alla professione forense la passione per la botanica. In questa disciplina si occupò soprattutto della flora delle Alpi Giulie, dell'Istria e della Dalmazia, indirizzando i suoi studi in particolare verso le briofiti e le spermatofiti. In questo senso, particolare fortuna ebbero le spedizioni scientifiche cui partecipò, sempre in compagnia del botanico Bartolomeo Biasoletto, del 1833 e del 1838 (quest'ultima guidata da Federico Augusto II di Sassonia).
Il primo catalogo del futuro Orto botanico di Trieste, intitolato Delectus seminum quae Hortus Botanicus tergestinus pro mutua communicatione offert e curato nel 1877 dal Tommasini e da Raimondo Tominz, registra 254 differenti tipi di piante, fra cui una varietà di Crocus, appartenente alla famiglia delle iridacee, chiamata in onore del botanico Crocus tommasinianus.
Parallelamente alla sua attività scientifica, ebbe, a cavallo tra la prima e la seconda metà dell'Ottocento, e sino al 1861, incarichi politici, ricoprendo gli uffici di preside della magistratura civica e di podestà del Comune di Trieste.
La città natale gli ha intitolato un parco urbano denominato Giardino pubblico Muzio de' Tommasini.
| Tomm. è l'abbreviazione standard utilizzata per le piante descritte da Muzio Tommasini. Consulta l'elenco delle piante assegnate a questo autore dall'IPNI. |

## Opere principali
- Streifzug von Triest nach Istrien im Fruhlinge 1833, mit besonderer Rucksicht auf Botanik, con B. Biasoletto, s.e., s.l. 1833.
- Der Berg Slavnik im Kustenlande und seine botanischen Merkwurdigkeiten insonderheit Pedicularis Friderici Augusti, Gebauerschen, Halle 1839.
- Die Vegetation der Sandinsel Sansego und einiger naheliegender Inseln im Quarnerobusen, Ueberreuter, Wien 1862.
- Sulla vegetazione dell'isola di Veglia e degli adiacenti scogli di S. Marco, Plavnik e Pervichio nel Golfo del Quarnero, Tip. Apolonnio & Caprin, Trieste 1875.
- Cenni storici e fisici sulla selvicoltura dell'agro triestino, Tip. del Lloyd austro-ungarico, Trieste 1876.
- Flora dell'isola di Lussino, ed. postuma, Tip. Lloyd austriaco, Trieste 1895.